# ستیمیلیانو
ستیمیلیانو (به ایتالیایی: Stimigliano) یک کومونه در ایتالیا است که در استان ریتی واقع شده‌است. ستیمیلیانو ۱۱٫۴ کیلومتر مربع مساحت و ۱٬۸۲۸ نفر جمعیت دارد و ۲۰۷ متر بالاتر از سطح دریا واقع شده‌است.